# Galium elongatum
Galium elongatum är en måreväxtart som beskrevs av Karel Presl. Galium elongatum ingår i släktet måror, och familjen måreväxter. Inga underarter finns listade i Catalogue of Life.